# Suar (Paradela)
Suar (llamada oficialmente San Lourenzo de Suar) es una parroquia y una aldea española del municipio de Paradela, en la provincia de Lugo, Galicia.

## Otras denominaciones
La parroquia también es conocida por el nombre de San Lorenzo de Suar.

## Organización territorial
La parroquia está formada por tres entidades de población:
- Celmán
- Fixón
- Suar

## Demografía

### Parroquia
| Gráfica de evolución demográfica de Suar (parroquia) entre 2000 y 2020 |
|                                                                        |
| Datos según el nomenclátor publicado por el INE.                       |

### Aldea
| Gráfica de evolución demográfica de Suar (aldea) entre 2000 y 2020 |
|                                                                    |
| Datos según el nomenclátor publicado por el INE.                   |